# Raymond Landveld
Raymond Landveld is een Surinaams diplomaat en politicus. Hij was ambassaderaad bij de VN in New York en beleidsmedewerker voor de UNCTAD. In 2025 werd hij minister van Transport, Communicatie en Toerisme in het kabinet-Simons op voordracht van de Broederschap en Eenheid in de Politiek (BEP).

## Biografie
Raymond Landveld studeerde vanaf 1984 aan de Anton de Kom Universiteit van Suriname (AdeKUS). In 1994 sloot hij zijn studie af als doctorandus in bedrijfseconomie, een graad die vergelijkbaar is met master. Van 2001 tot 2003 was hij programmacoördinator voor Conservation International en daarna drie jaar programmacoördinator voor het VN-Ontwikkelingsprogramma (UNDP) in Suriname.
Vanaf 2007 maakte hij een internationale carrière en overlegde hij op hoog niveau over klimaat, armoedebestrijding en migratie. Hij was tot 2016 ambassaderaad voor Suriname bij de Verenigde Naties in New York. Voor de Groep van 77 & China was hij in 2015 hoofdonderhandelaar voor de Addis Ababa Action Agenda, die een financieringsraamwerk vormde onder de Duurzameontwikkelingsdoelstellingen voor 2030. Vervolgens was hij een jaar lang economisch adviseur voor de United Nations Department of Economic and Social Affairs (UNDESA). Aansluitend was hij tot 2025 economisch beleidsadviseur voor lidstaten van de VN-Conferentie inzake Handel en Ontwikkeling (UNCTAD) met hoofdvestiging in Genève.
Tijdens de verkiezingen van 2025 was Landveld op plaats 10 verkiesbaar namens de Broederschap en Eenheid in de Politiek (BEP). Als coalitiepartner droeg BEP hem tijdens de regeringsonderhandelingen met succes naar voren als minister van Transport, Communicatie en Toerisme. Hij werd op 16 juli 2025 beëdigd.